# Tikunas
Los ticuna son un pueblo indígena que habita longitudinalmente entre Perú y Brasil (Estado de Amazonas), y latitudinalmente entre el río Putumayo (o Içá) y el río Amazonas, abarcando así el Trapecio amazónico en Colombia, e incluyendo también el bajo río Caquetá (o Japurá). Se llaman a sí mismos Düum ("gente" o "persona"). Antiguamente fueron llamados tecuna o tucuna, del Tupí taco-una, que significa "hombres pintados de negro" ), por su costumbre de pintarse todo el cuerpo con el zumo del fruto del árbol de huito. Son en la actualidad más de 67 mil personas.

## Historia
La expansión de los omaguas (Cocamas) pueblo tupí-guaraní, ligada al tráfico de esclavos para los colonizadores portugueses y holandeses, obligó a los ticuna a replegarse al interior de la selva, pero con la decadencia de los omaguas, quienes quedaron asentados en pequeños enclaves, los ticuna regresaron a las riberas de los grandes ríos. Episodios como la fiebre del caucho o el comercio de la coca han causado repliegues temporales, pero actualmente los ticuna vuelven a ocupar su territorio tradicional.

## Territorio
Se consideran originarios del igarapé Évare, afluente del río Amazonas. Su territorio se extiende desde la desembocadura del río Atacuari, en el Perú, y la desembocadura del río Jutaí, en el Brasil. La población total de los Ticuna en ese territorio se distribuye así: el 55% en 58 asentamientos en los municipios de Tabatinga, Japurá, São Paulo de Olivença y Santo Antonio do Içá, en Brasil; el 27% en 33 asentamientos que se localizan en el sector del trapecio amazónico, en los municipios de Leticia y Puerto Nariño, en Colombia; y el 18% en 15 asentamientos en los distritos Ramón Castilla, Yavarí y Putumayo, departamento de Loreto en el Perú.

## Organización social
Antiguamente vivían en grandes casas comunales de forma oval. Actualmente viven en aldeas o poblados con casas monofamiliares. Practican la pesca, la horticultura itinerante, la caza, la recolección , el comercio y la artesanía . Los cultivos o chagras están cercanos a sus viviendas y siembra después de tumbar y quemar, yuca, plátano, maíz, ají y frutales. Pescan gambitana (Colossoma brachypomus), pirarucú (Arapaima gigas), palometa (Mylossoma duriventre), pintadillo (Brachyplatystoma spp.) y pirañas.
Tienen excelente conocimiento de los hábitos y ciclos vitales de los animales que cazan, así como del territorio, por lo cual son exitosos cazadores, especialmente de danta, pecarí, venado, monos, diferentes especies de aves, varios roedores y tortugas. Son muy apreciadas y buscadas en el mercado las artesanías que producen, especialmente las tallas en madera, y las elaboraciones de cortezas y fibras.
Conciben la persona, la sociedad y la cultura, como parte de la naturaleza en íntima relación con ella, de manera que la interrelación naturaleza-cultura teje el sistema social.
Su organización social se basa en la existencia de clanes patrilineales exógamos o Kiá. Debido a que hay varios clanes en cada aldea, al interior de ellas se conforman mitades exogámicas bien definidas que establecen alianzas matrimoniales entre primos cruzados bilaterales.

## Idioma

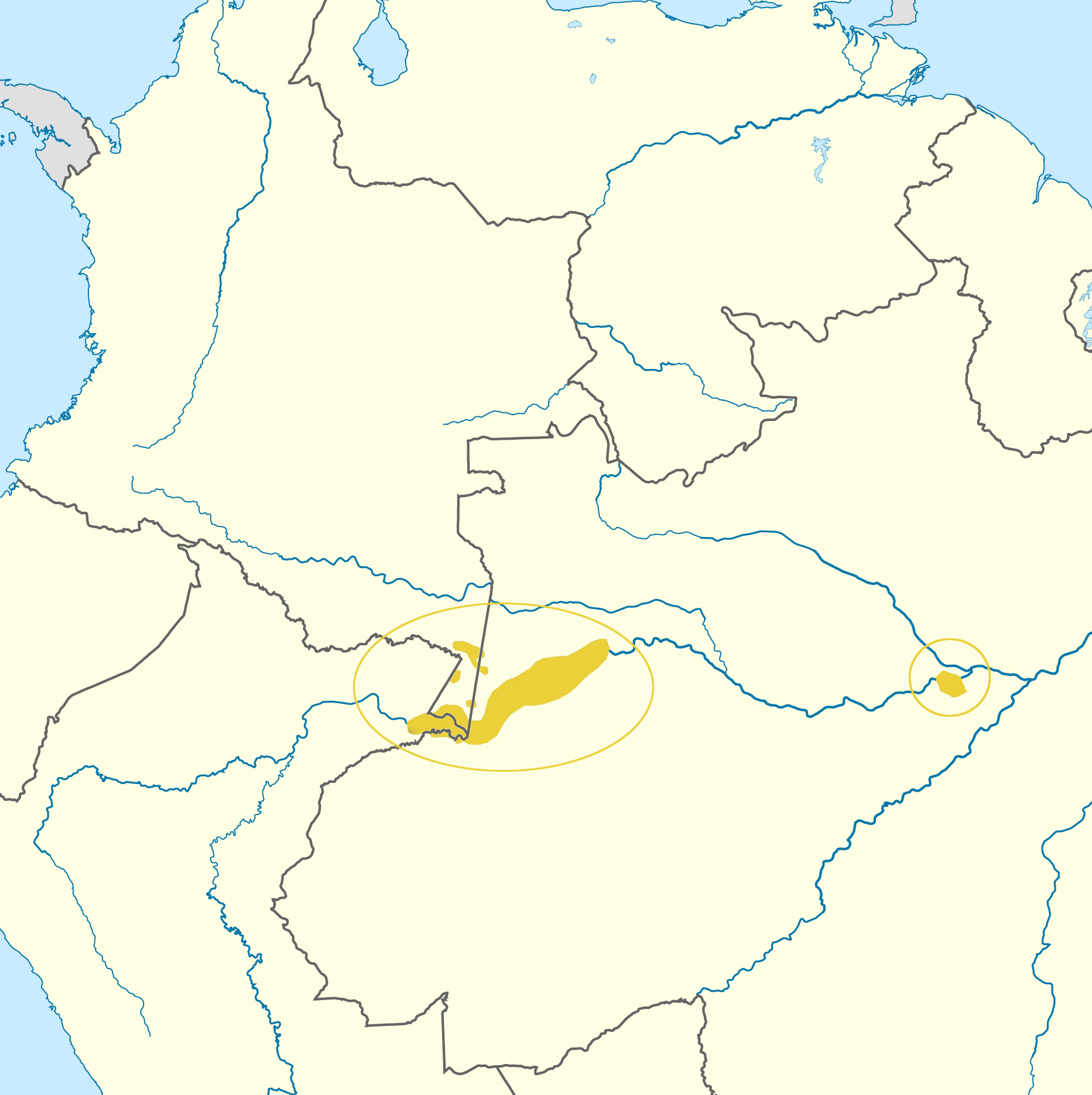
Área habitada por los ticuna

Los ticuna hablan una lengua tonal, que comparte varios rasgos tipológicos con lenguas de la región, aunque no se ha podido detectar un parentesco filogenético claro con las otras lenguas de la región, por lo que la mayoría de expertos la consideran una lengua aislada. Sin embargo, algunos la han asociado tentativamente dentro del macro-arawakano o con la macro-tukano.
Sin embargo, la mayoría de especialistas considera que dicha clasificación es altamente especulativa, dada la poca evidencia disponible. Estudios recientes han propuesto agrupar el ticuna con la lengua yurí.